# Beizhakou
Beizhakou (kinesiska: 北闸口, 北闸口镇) är en köping i Kina.. Den ligger i storstadsområdet Tianjin, i den norra delen av landet, omkring 25 kilometer sydost om stadens centrum. Antalet invånare är 45 741. Befolkningen består av 21 532 kvinnor och 24 209 män. Barn under 15 år utgör 12,0 %, vuxna 15-64 år 81 %, och äldre över 65 år 5,0 %.